# Brad Paisley
Bradley Douglas Pasley (n. 28 octombrie 1972, Глен-Дейл⁠(d), Virginia de Vest, SUA) este un cântăreț, compozitor și chitarist de muzică country american. Toate albumele sale sunt certificate de aur sau mai mult de RIAA.